# Tanab
Tanab (arab. تنب) – wieś w Syrii, w muhafazie Aleppo. W 2004 roku liczyła 708 mieszkańców.